# Steve Wong
Steve Wong is een Nederlandse professionele pokerspeler, woonachtig in Las Vegas. 
Wong won tot en met juli 2015 meer dan $1.500.000,- aan prijzengeld in pokertoernooien. Hij bereikte onder meer een finaletafel op de WSOP van 2006. Hij eindigde als vierde in het $1.000 No Limit Hold'em Rebuy toernooi.
Wong is zijn carrière op internet begonnen en is bekend onder de naam "S18" op verschillende online pokerrooms. Tevens was Wong de eerste persoon die drie weken lang het Tournament Leaderboard aan heeft gevoerd zonder het wekelijkse grote event te winnen.
Zijn grootste geldwinst won Wong op 16 oktober 2006. Hij eindigde tweede in het $10.000 event van de World Poker Tour in Las Vegas in het door Bellagio georganiseerde "Festa al Lago", en won daarmee 542.700,- dollar. In 2007 eindigde hij op de zevende plaats in het $2.500 No Limit Hold'em - Six Handed toernooi, wat geldt als een finaletafel, want de finaletafel bij het 6-handed toernooi wordt gespeeld met zeven spelers. Dit leverde hem $47.339,- op. Mede naar aanleiding daarvan is hij gecontracteerd door pokersite FullTiltPoker.com om voor het gesponsorde team te komen spelen.
Wong verkocht in 2009 zijn persoonlijke website en blog voor een onbekend bedrag aan de Love2Poker Groep.